# Castellani (dân tộc)
Người Castellani hoặc Castelani, (tiếng Hy Lạp: Καστελλανοί, Kastellanoi), là một tộc người Iberes cổ đại (trước thời La Mã) ở bán đảo Iberia. Họ sinh sống ở phía đông sườn dốc phía Nam của dãy Pyrenee, về phía bắc Tarraconense.
Người Castellani là một trong số những dân tộc được Claudius Ptolemy đề cập tới trong tác phẩm Geographia của ông, ở chương 5 của quyển 2. Các khu định cư chính của họ là:
- Sebendunum (Σεβένδοννον), ngày nay là Besalú
- Beseda (Βέσηδα), Sant Joan de les Abadesses
- Egosa (Ἐγῶσα)
- Basi (Βάσι)